# İzmit
 Ikke at forveksle med Izmir.
İzmit er en by i det nordvestlige Tyrkiet med ca. 303.000 indbyggere (pr. 2009). Byen ligger i provinsen Kocaeli, ved kysten til Marmarahavet. Under navnet Nikomedia blev byen grundlagt 264 f.Kr. af kong Nikomedes 1. af Bithynien, der opkaldte byen efter sig selv. Der havde ligget en by på stedet. Den var blevet ødelagt.

## Bithyniens hovedstad
Byen blev hurtigt en af de vigtigste i regionen. Nikomedia blev hovedstad i det hellenistiske kongerige Bithynien og gennemgik en stor udvikling under bithynske konger. Byen blev nok den største arv, de bithynske konger efterlod sig.

## Romersk-byzantinske periode
Da Bithynien kom under romersk kontrol, fortsatte den som den vigtigste by i området. Dens betydning blev understreget af, at kejser Diokletian i 286 e.Kr. gjorde byen til hovedstad for den østlige del af Romerriget. Man kan sige,at Nikomedia viste vejen for Konstantinopels udvikling og vigtigheden af, at magten blev koncentreret i dette område.
Under de byzantinske kejsere var Nikomedia provinshovedstad og militærcenter for regionen på trods af den lå tæt ved Konstantinopel. Byen blev i 358 f.Kr. ødelagt af et jordskælv, og den blev genopbygget i byzantinernes kampe med araberne og senere tyrkerne. Den  var udgangspunkt for de byzantinske styrker. Flere gange faldt den til bl.a. til tyrkerne, men den blev generobret indtil år 1337, hvor de tyrkiske osmanner endeligt erobrede Nikomedia.